# Clematis lancifolia
Clematis lancifolia là một loài thực vật có hoa trong họ Mao lương. Loài này được Bureau & Franch. mô tả khoa học đầu tiên năm 1891.